# Szojuz TM–33
A Szojuz TM–33 a Szojuz–TM sorozatú orosz háromszemélyes szállító űrhajó űrrepülése volt 2001–2002-ben. Csatlakozását követően a mentőűrhajó szerepét látta el.

## Küldetés
A második űreszköz, amelyik űrturistát szállított az ISS fedélzetére. A tudományos és kísérleti feladatokon túl az űrhajók cseréje volt szükségszerű.

## Jellemzői
Tervezte a (oroszul: Головное конструкторское бюро – ГКБ). Gyártotta az RKK Enyergija. Üzemeltette az Orosz Légügyi és Űrügynökség (Roszaviakoszmosz).
2001. október 21-én a bajkonuri űrrepülőtér indítóállomásról egy Szojuz–U juttatta Föld körüli, közeli körpályára. Hasznos terhe 7150 kilogramm, teljes hossza 6,98 méter, maximális átmérője 2,72 méter. Önálló repüléssel 14 napra, az űrállomáshoz csatolva 6 hónapra tervezték szolgálatát. Több pályamódosítást követően október 23-án a Nemzetközi Űrállomást (ISS) automatikus vezérléssel megközelítette, majd sikeresen dokkolt. Az orbitális egység pályája 88,4 perces, 51,7 fokos hajlásszögű, elliptikus pálya perigeuma 191 kilométer, apogeuma 227 kilométer volt.
2002. május 5-én Arkalik (oroszul: Арқалық) városától hagyományos visszatéréssel, mintegy 26 kilométerre ért Földet. Összesen 195 napot, 18 órát, 52 percet és 18 másodpercet töltött a világűrben. 3057 alkalommal kerülte meg a Földet.

## Személyzet

### Felszállásnál
- Viktor Mihajlovics Afanaszjev parancsnok
- Konsztantyin Mirovics Kozejev fedélzeti mérnök
- Claudie Haigneré fedélzeti mérnök

### Leszálláskor
- Jurij Pavlovics Gidzenko parancsnok
- Roberto Vittori fedélzeti mérnök
- Mark Shuttleworth speciális űrhajós

### Tartalék személyzet
- Szergej Viktorovics Zaljotyin parancsnok
- Nagyezsda Vasziljevna Kuzselnaja fedélzeti mérnök